# 星野智幸
星野 智幸（ほしの ともゆき、1965年7月13日 - ）は、日本の小説家。

## 経歴
ロサンゼルスで生まれる。横浜市立荏田小学校、世田谷区立八幡中学校、東京都立戸山高等学校を経て、早稲田大学第一文学部文芸専修卒業。産経新聞社記者となる。1991年に産経新聞を退職、1991年から1992年、1994年から1995年の間メキシコシティに私費留学。1996年から2000年頃まで太田直子に師事し字幕翻訳を手がける。
1997年「最後の吐息」で第34回文藝賞受賞。2000年、「目覚めよと人魚は歌う」で第13回三島由紀夫賞受賞。2002年「砂の惑星」で第127回芥川賞候補。2003年『ファンタジスタ』で第25回野間文芸新人賞を受賞。同年より2007年3月まで早稲田大学文学学術院客員助教授。
2007年「植物診断室」で第136回芥川賞候補。落選後の1月16日、公式サイトにて「『新人』という範疇からは身を引き、自分に『中堅』としての立場を課したい」と記し、芥川賞の対象から外れることを自ら宣言する。同年すばる文学賞選考委員に着任。2011年、新潮新人賞選考委員。同年、『俺俺』で大江健三郎賞受賞、野間文芸新人賞選考委員。

## 略歴
- 1965年 - カリフォルニア州ロサンゼルス市にて誕生
- 1978年 - 横浜市立荏田小学校卒業
- 1981年 - 世田谷区立八幡中学校卒業
- 1984年 - 東京都立戸山高等学校卒業
- 1988年 - 早稲田大学第一文学部文芸専修卒業
- 1988年 - 産業経済新聞社入社
- 1990年 - 産業経済新聞社退職
- 2004年 - 早稲田大学文学学術院客員助教授（2007年3月まで）

## 賞歴
- 1997年 - 第34回文藝賞（「最後の吐息」）
- 2000年 - 第13回三島由紀夫賞（「目覚めよと人魚は歌う」）
- 2003年 - 第25回野間文芸新人賞（『ファンタジスタ』）
- 2011年 - 第5回大江健三郎賞（『俺俺』）
- 2015年 - 第66回読売文学賞（『夜は終わらない』）
- 2018年 - 第54回谷崎潤一郎賞（『焰』）

## 選考委員歴
- すばる文学賞（2007年 - 2011年）
- 新潮新人賞（2011年 - ）
- 野間文芸新人賞（2011年 - ）
- 文藝賞（2012年 - ）

## 作品一覧

### 小説

#### 単行本
- 『最後の吐息』（1998年1月、河出書房新社 / 2005年、河出文庫、ISBN 9784309407678）
  - 最後の吐息（『文藝』1997年冬号）
  - 紅茶時代（書き下ろし）
- 『嫐嬲』（1999年10月、河出書房新社、ISBN 9784309013107）
  - 嫐嬲（『文藝』1999年冬号）
  - 裏切り日記（『文藝』1998年夏号）
  - 溶けた月のためのミロンガ（『文藝』1999年春号）
- 『目覚めよと人魚は歌う』（2000年5月、新潮社 / 2004年、新潮文庫）
  - 初出:『新潮』2000年4月号
- 『毒身温泉』（2002年7月、講談社 / 【改題】『毒身』2007年、講談社文庫、ISBN 9784062757935、「毒身温泉」は改稿版）
  - 毒身帰属（『中央公論』2001年8月号）
  - 毒身温泉（『群像』2001年12月号）
  - ブラジルの毒身（『エクスタス×＋』2002年03号）
- 『ファンタジスタ』（2003年3月、集英社 / 2006年文庫、ISBN 9784087460360）
  - 砂の惑星（『すばる』2002年3月号）
  - ファンタジスタ（『文藝』2002年冬号）
  - ハイウェイ・スター（『すばる』2002年12月号）
- 『ロンリー・ハーツ・キラー』（2004年1月、中央公論新社 / 2007年、中公文庫、ISBN 9784122048515）書き下ろし
- 『アルカロイド・ラヴァーズ』（2005年1月、新潮社、ISBN 9784104372027）
  - 初出:『新潮』2004年7月号
- 『在日ヲロシヤ人の悲劇』（2005年6月、講談社、ISBN 9784062129510）
  - 初出:『群像』2005年1月号
- 『虹とクロエの物語』（2006年1月、河出書房新社、ISBN 9784309017433）
  - 初出:『文藝』2005年秋号
- 『われら猫の子』（2006年10月、講談社、ISBN 9784062136952 / 2010年、講談社文庫）
  - 紙女（『一冊の本』2000年3月号）
  - チノ
  - トレド教団（『ユリイカ』2000年9月号）
  - われら猫の子（『新潮』2001年1月号）
  - ペーパームーン
  - 翻訳実況中継（『ユリイカ』2002年6月号）
  - 夢を泳ぐ魚たち
  - 砂の老人
  - 雛（『野性時代』2006年2月号）
  - ててなし子クラブ（『文藝』2006年春号）
  - エア（『群像』2006年10月号）
- 『植物診断室』（2007年1月、文藝春秋、ISBN 9784163256306）
  - 初出:『文學界』2006年9月号
- 『無間道』（2007年11月、集英社、ISBN 9784163256306）
  - 無間道（『すばる』2007年5月号）
  - 煉獄ロック（『すばる』2007年6月号）
  - 切腹（『すばる』2007年7月号）
- 『水族』（岩波書店、2009年）
- 『俺俺』（新潮社、2010年）のち文庫
- 『夜は終わらない』（講談社、2014年 / 講談社文庫【上・下】、2018年）
- 『呪文』（河出書房新社、2015年 / 河出文庫、2018年）
- 『星野智幸コレクション 1 スクエア』（人文書院 2016年）
- 『星野智幸コレクション 2 サークル』（人文書院 2016年）
- 『星野智幸コレクション 3 リンク』（人文書院 2016年）
- 『星野智幸コレクション 4 フロウ』（人文書院 2016年）
- 『焔』（新潮社 2018年 / 新潮文庫 2022年）
- 『だまされ屋さん』（中央公論新社、2020年 / 中公文庫、2023年）
- 『植物忌』（朝日新聞出版、2021年）
- 『ひとでなし』（文藝春秋、2024年）

#### 単行本未収録作品
- 混じりあった匂いの塊（『FRaU』2001年12月11日号）

#### アンソロジー収録作品
- ファンタジーの宝石箱 - Short fantasy stories - Vol.2』（2004年、全日出版）
  - 「ペーパームーン」を収録
- 空を飛ぶ恋 ケータイがつなぐ28の物語（2006年、新潮文庫、ISBN 9784101208053）
  - 「定年旅行」（『週刊新潮』2005年8月11日・18日号）所収
- 極上掌篇小説（2006年、角川書店、ISBN 9784048737326）
  - 「雛」（『野性時代』2006年2月号）を収録
- 文学2015（2015年4月 講談社 ISBN 9784062194471）
  - 「クエルボ」を収録

### エッセイ集
- 『未来の記憶は蘭のなかで作られる』岩波書店 2014
- 『のこった もう、相撲ファンを引退しない』ころから 2017

### 共著
- 『茶の間の男』（1996年、集英社）
  - 島田雅彦の自作解説、ロングインタビューを収録した本。星野はインタビューの聞き手と構成を、大辻都とともに担当。
- 『作家の手紙』（2007年、角川書店、ISBN 9784048839723）
  - 「植物転換手術を受けることを決めた元彼女へ、思いとどまるよう説得する手紙」（『野性時代』）を収録

### 訳書
- カミロ・ホセ・セラ 『サッカーと11の寓話』野谷文昭共訳（1997年、朝日新聞社）